# Ctenobelba parafoliata
Ctenobelba parafoliata är en kvalsterart som beskrevs av Pérez-Íñigo jr. 1991. Ctenobelba parafoliata ingår i släktet Ctenobelba och familjen Ctenobelbidae. Inga underarter finns listade i Catalogue of Life.